# Жупа
Жу́па (серб. жупа/župa, словен. župa, угор. ispán) — історична адміністративно-територіальна одиниця в Центральній Європі та на Балканах, що характерна головно для середньовічних слов'янських державних утворень. Перша згадка про жупи зафіксована у VIII столітті, коли вона використовувалась південними та західними слов'янами для позначення різних територіальних одиниць. Інколи використовується, як синонім комітатів.

## Етимологія
У 777 році вперше згадується слово Jopan для опису власника феодального помістя в долині річки Енс, де проживало слов'янське населення.
Жупа також згадується як адміністративна одиниця в Першій болгарській імперії, означаючи частину більшої одиниці під назвою комітат (лат. comitatus). Слово «жупан» також було поширене у князівствах Валахії та Молдавії (сучасна Румунія), але використовувалось для позначення виключно керівників адміністративно-територіальних одиниць. Так само це слово використовувалось в старій Польщі.
Найбільшого розповсюдження жупи набули в Хорватії та Сербії, звідки слово жупан було запозичене Угорщиною і трансформоване в ішпан (угор. ispán).

## Сучасне використання

### Словаччина
Термін використовувався для позначення територіально-адміністративних одиниць Словаччини у складі Чехословаччини у 1918–1928 роках, а також одиниць Словацької Республіки у 1940–1945 роках.